# (2576) Yesenin
(2576) Yesenin (1974 QL) – planetoida z grupy pasa głównego asteroid okrążająca Słońce w ciągu 5,43 lat w średniej odległości 3,09 j.a. Odkryta 17 sierpnia 1974 roku.